# Szabó Andor (református lelkész)
Szabó Andor (Hodász, 1924. április 26. – Székesfehérvár, 2017. január 20.) református lelkész, teológiai doktor.

## Életpályája
Szülei K. Szabó Károly (1899–1933) református tanító és Debreczeni Irma (1902–1987). Korai gyermekéveit Hodászon töltötte, majd 1929-ben Hódmezővásárhelyre költöztek. Édesapja korai halála után a Faragó Béla Országos Tanítói Árvaház növendéke lett Kecskeméten, ahol az édesanyja állást is vállalt. 1943-ban érettségizett a Kecskeméti Református Gimnáziumban, majd a budapesti Református Teológiai Akadémián tanult tovább. 1944-ben tábori lelkészi szolgálatot vállalt, majd a háború végén amerikai hadifogságba került Ausztriában. Innen hazatérve 1947 őszétől előbb exmittált segédlelkész lett a Baranya vármegyei Sásdon, majd Gyöngyösön és Kiskunhalason töltötte segédlelkészi éveit. 1948-ban fejezte be teológiai tanulmányait, majd 1949-ben elnyerte a lelkészi képesítést. 1950-ben meghívták Hencidára lelkipásztornak, itt szolgált 1996-os nyugdíjazásáig. Utolsó életszakaszában Martonvásáron élt, de – amíg ereje engedte – továbbra is vállalt szolgálatokat. Lelkésztovábbképző tanfolyamokon, az ószövetségi teológiai szaktanfolyamokon, a Doktorok Kollégiumában és gyülekezeti alkalmakon közkedvelt előadó és evangélizátor volt. Tanulmányaival folyamatosan jelen volt a hazai teológiai szakirodalomban és konferenciákon, sikerült külföldön, alkalmanként Nyugat-Európában is bemutatnia teológiai felismeréseit. Doktori disszertációját, amelyet „Tanulmányok Hóseás próféta könyvéhez” címmel írt, 1970. február 19-én védte meg a Debreceni Református Teológiai Akadémián – a rendszerváltás után ezt átminősítették PhD-vá. Mivel nyugati publikációi, megnyilvánulásai és kapcsolatai miatt a kommunista rendszerrel együttműködő egyházvezetés ellenzékiként tartotta számon, a doktorátus után sem jöhetett el a határszéli bihari faluból más állásba, s sokáig útlevelet sem kapott.

## Magánélete
1950. november 11-én kötött házasságot Fekete Edit (1929-) tanítónővel, öt gyermekük született: Mária (1951-2024), Edit (1952), András (1954), Eszter Anna (1957), Péter (1963).

## Művei
- Hóseás könyvének magyarázata – Ámós könyvének magyarázata. In: Jubileumi kommentár. Református Zsinati Sajtóosztály (1972, 1995)
- „Lábam előtt mécses a Te Igéd…”. Naponkénti segítség az Ószövetség/Újszövetség olvasásához, I–IV. kötet. Kálvin Kiadó (1988–1998)
- „Ha a fiú megszabadít…” Történeti vázlat az első század keresztyénségéről, Kálvin Kiadó. (2001)
- Feltámadásaim. Egy református lelkész élettörténete a 20. században és az ezredfordulón, Református Missziói Központ (2007)

## Díjai
- Károli Gáspár-díj (2000)
- Hencida község díszpolgára (2007)
- Aranygyűrűs teológiai doktor (2013)